# 細川興元
細川 興元（ほそかわ おきもと）は、安土桃山時代から江戸時代初期にかけての武将・大名。下野国茂木藩主、常陸国谷田部藩初代藩主。官位は従五位下・玄蕃頭。常陸谷田部細川家初代。

## 生涯
永禄9年（1566年）、細川藤孝（幽斎）の次男として誕生する。実名を昌興（まさおき）とする史料（『武家事紀』、『信長公記』など）もあるが『寛政重修諸家譜』は興元のみを載せている。
始め父や兄・忠興と共に織田信長に仕え、初陣となる天正5年（1577年）の大和国片岡城攻めでは兄・忠興と共に一番槍の武功を挙げた。その後父兄と共に丹波・丹後地方の平定に赴き、天正9年（1581年）、父・藤孝が丹後へ入国した時に名を玄蕃頭興元と改め、松井康之と共に家老職に任じられた。天正10年（1582年）、当時の丹後守護職一色氏を滅亡させると、丹波郡、竹野郡網野庄、和田野など1万5千石を与えられ、10月に吉原山城に入城する。城の本丸に御陣屋を建て、二ノ丸・三ノ丸を築き、市街地を開いて城下町を嶺山（現在の京丹後市、旧峰山町に位置する）と名付けた。
信長没後は羽柴秀吉に仕え、天正13年（1585年）の越中富山攻め、天正18年（1590年）の小田原征伐、文禄の役では晋州攻めなどに参戦した。
興元にはなかなか子ができなかったため、文禄3年（1594年）に忠興の次男である細川興秋を養子に迎えている。この時既に興秋は実母・ガラシャにより洗礼を授かっていたが、興元は興秋・ガラシャが洗礼を受けていることは知らなかった。しばらくののち、興秋の行動や侍女・乳母たちの話からキリシタンであることを悟り、これをきっかけにキリスト教の教えを学んでいった。夏にはガラシャの薫陶や家臣の加賀山興良（洗礼名ディオゴ）・高山右近の勧めもあり、これを受諾して洗礼を受けてキリシタンになっている。同時に、忠興の家臣5人も洗礼を受けた。
秀吉没後は徳川家康に仕え、関ヶ原の戦い、その前哨戦である岐阜城攻め、その後の福知山城攻めにおいても細川隊の先鋒として奮戦した。関ヶ原合戦後、忠興が豊前国へ国替になるとそれに従い小倉城代を勤める。しかし兄の忠興と不仲になり慶長6年（1601年）12月、隣国の黒田長政に助力を得て出奔する。その後は自安（持安）と名乗り、堺の妙国寺で数年過ごしたのち父の幽斎を頼って京都の小川屋敷で隠棲した。慶長10年頃の京都には幽斎のもとに、忠興の子である忠隆（のちの長岡休無・慶長9年に廃嫡）・興秋兄弟も共に暮らしている。慶長13年（1608年）春、駿府において徳川家康の仲介で兄の忠興と和解する。
幽斎死後の慶長15年（1610年）、徳川秀忠から関ヶ原での勇猛果敢さを認められ下野国芳賀郡茂木に1万石を与えられて大名に列した。真実は定かでないが、秀忠は興元に10万石を与えようとしたところ、不仲の兄・忠興の反対で1万石になったといわれている。慶長19年（1614年）からの大坂の陣にも参戦し、酒井忠世に属した。翌年夏の陣においては5月7日阿倍野へ進軍する際、忠世の嫡男である忠行の軍を指揮し、自らも敵を討ち首十四級を得ている。大坂の陣での戦功により元和2年（1616年）には常陸国筑波郡・河内郡に6,200石を加増され、拠点を茂木から谷田部へと移し谷田部藩を立藩する。また翌年元和3年（1617年）には2代将軍・徳川秀忠の御伽衆に任命される。
元和5年（1619年）3月18日、江戸で53歳（57歳という説もあり）で死去。跡を沼田氏の娘が慶長9年（1604年）に産んだ興昌が継ぎ、谷田部藩は廃藩置県まで存続する。
墓所は栃木県芳賀郡茂木町の能持院。元々は茂木氏の菩提寺だったが、興元が茂木に封ぜられてからは9代領主興貫公まで細川氏の菩提寺となっていた。墓碑は存在しておらず、代わりに墓の上に杉の木を植え廟の前に没年月日を陰刻した石灯籠を設けている。またこの細川家の墓所は栃木県指定史跡となっている。同じく栃木県芳賀郡茂木の八雲神社三宝殿には、興元を御祭神とする大光神社所蔵の御神宝や、興元が初陣で用いたとされる甲冑など茂木細川家ゆかりの宝物、古文書などが所蔵されている。

## 系譜
細川幽斎の次男。母は足利氏の家臣で若狭熊川城主・沼田光兼の娘の麝香。正室はいとこにあたる沼田勘由左衛門清延の娘いと、継室は嘉也（慈光院、立花宗茂養女）。もとは立花親家の正室であったがのちに興元と再婚する。兄の忠興が細川輝経の養子になり奥州細川家を継いだため、興元は藤孝の和泉半国守護細川家の分家として家を興した。
父母
- 細川藤孝（父）
- 沼田麝香 - 沼田光兼の娘（母）

正室、継室
- いと - 沼田清延の娘（正室）
- 嘉也、慈光院 - 立花宗茂の養女、高橋鎮種の娘（継室）

子女
- 細川興昌（長男） 生母はいと
- 鶴姫 - 高辻遂長側室

養子
- 細川興秋 - 細川忠興の次男